# Astrocaryum echinatum
Astrocaryum echinatum är en enhjärtbladig växtart som beskrevs av João Barbosa Rodrigues. Astrocaryum echinatum ingår i släktet Astrocaryum och familjen Arecaceae. Inga underarter finns listade i Catalogue of Life.